# Hans Peder Christensen

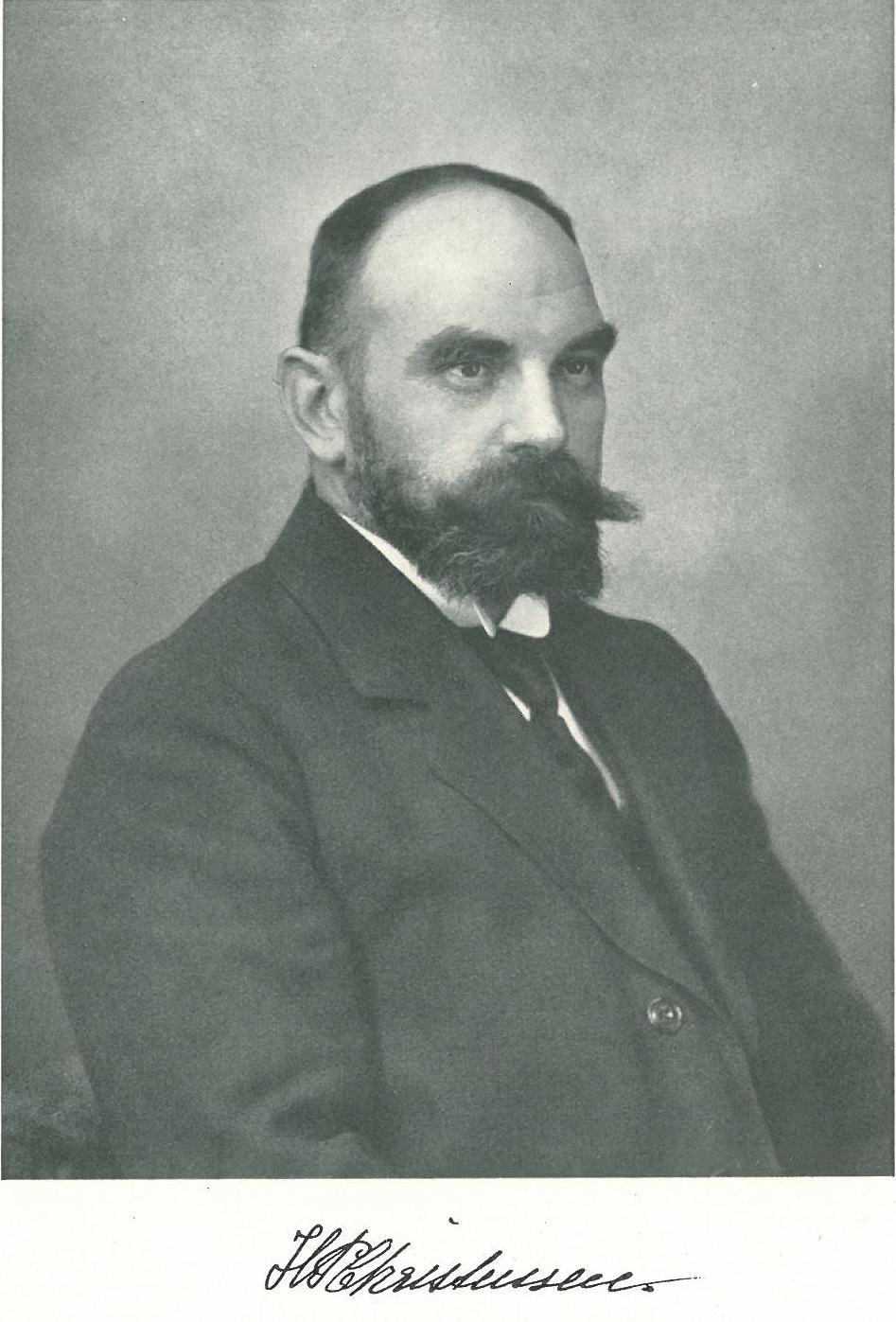
Hans Peder Christensen
(Foto: M.A. Caprani)

Hans Peder Christensen (auch: H.P. Christensen; * 28. Februar 1869 in Jerved; † 30. Mai 1945) war ein dänischer Kommunalpolitiker der Partei Socialdemokraterne.
Christensen war von 1933 bis 1941 Bürgermeister der Stadt Aarhus. Er wurde auf dem Vestre Kirkegård in Aarhus bestattet.